# Certosa di Farneta

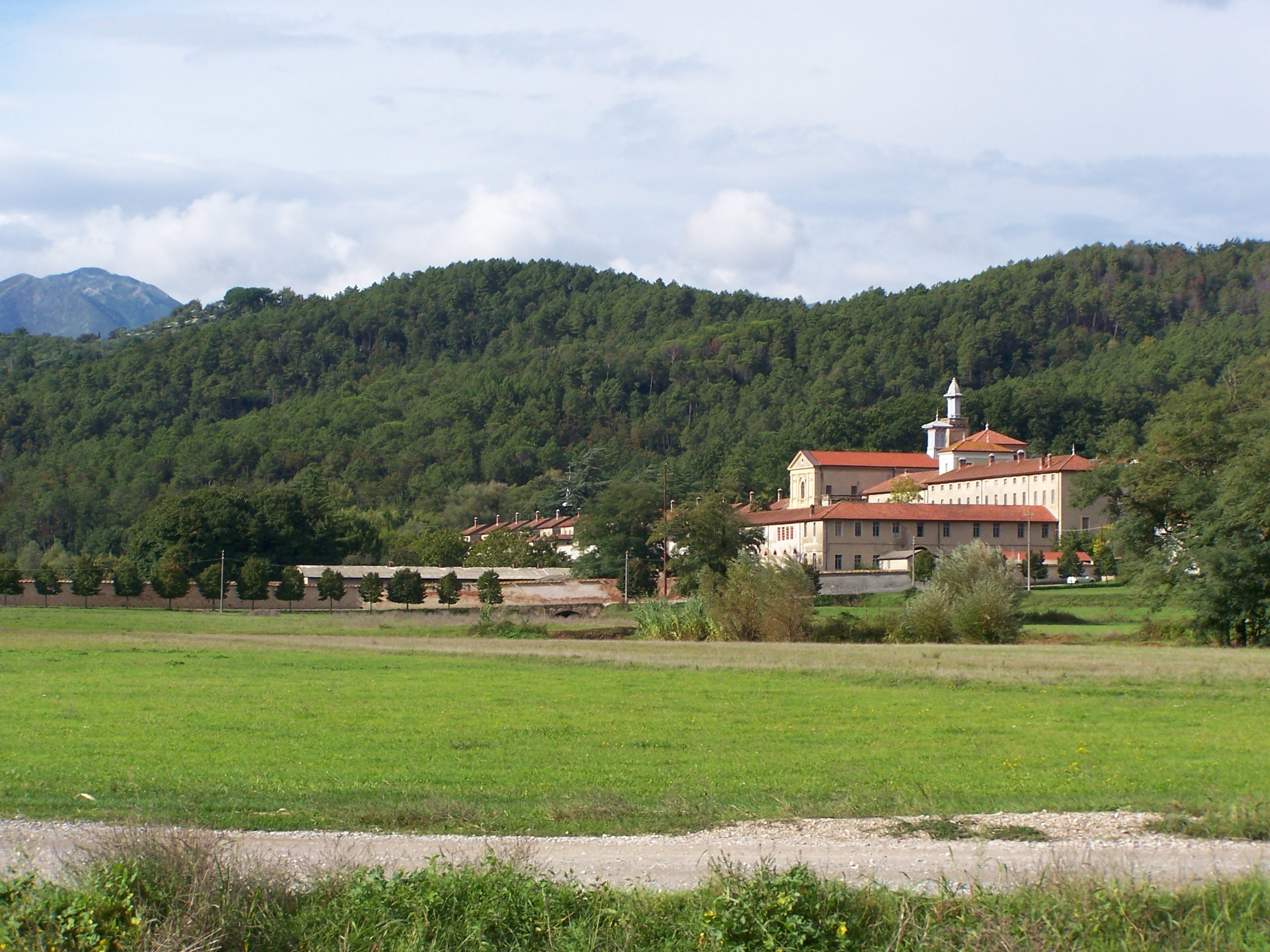
Die Kartause von Farneta

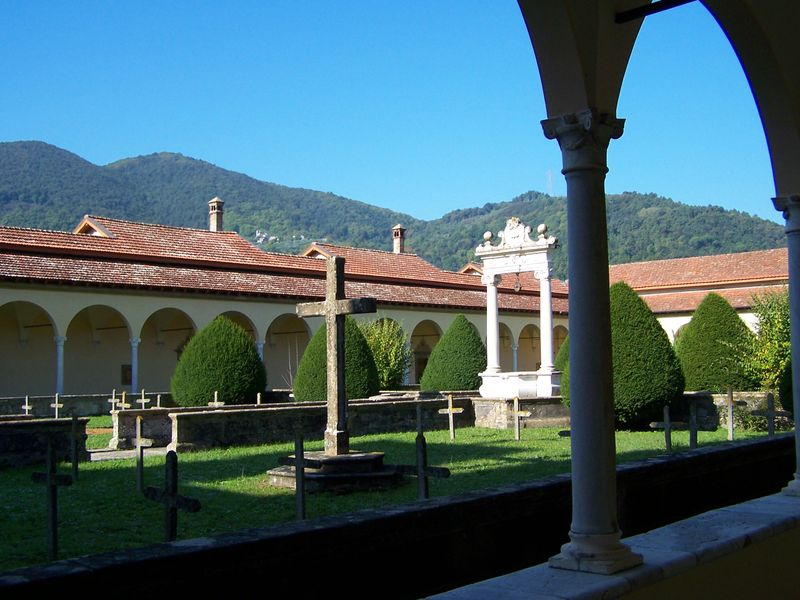
Kreuzgang der Kartause von Farneta

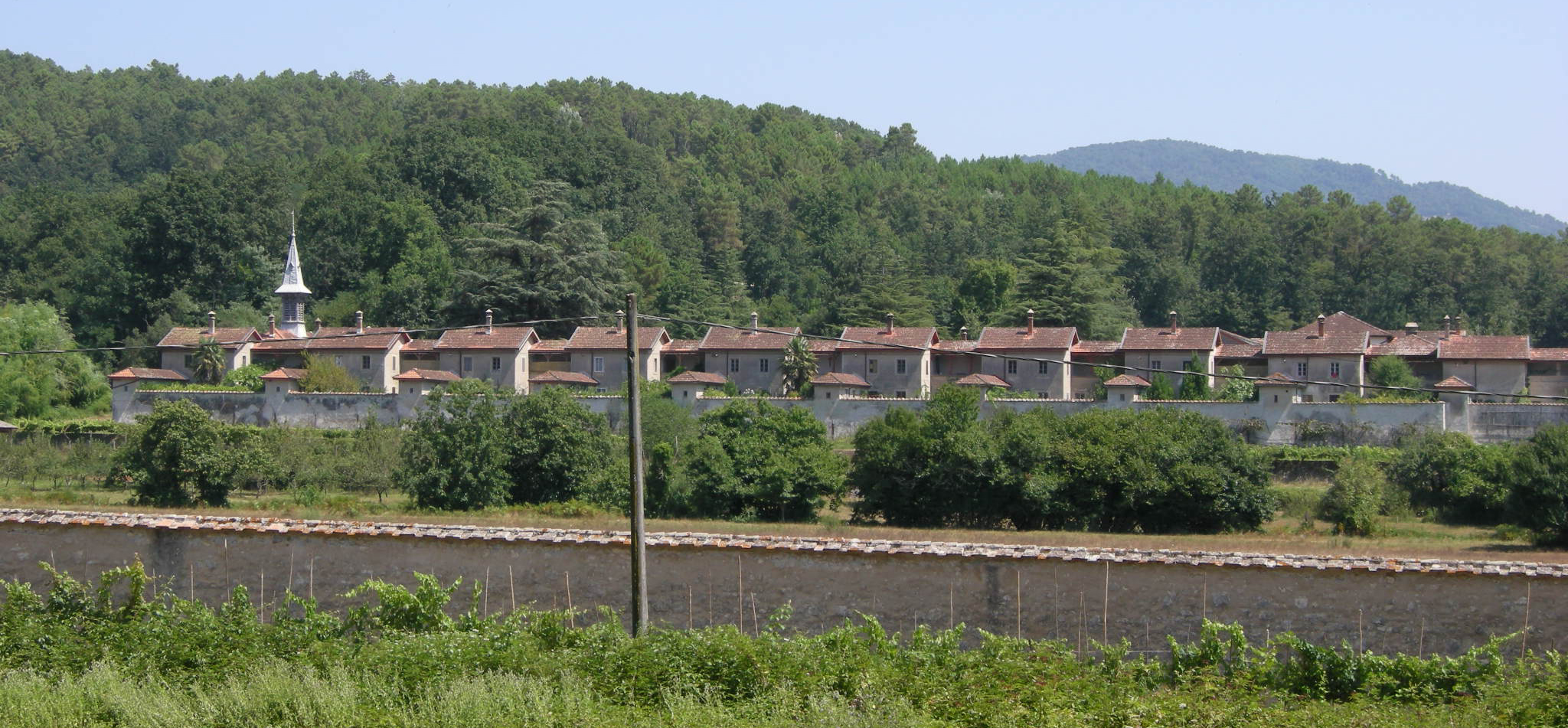
Die Zellen der Kartause von Farneta

Die Kartause von Farneta („Certosa dello Spirito Santo“) ist ein Kloster der Kartäuser im Gemeindegebiet von Lucca nahe dem Ortsteil Maggiano, Provinz Lucca, Region Toskana in Italien. Es ist eines von drei bestehenden Kartausen Italiens. Ein weiteres Brüderkloster, das Kloster Santo Stefano del Bosco, befindet sich in Serra San Bruno in Kalabrien. Eine Kartause, die Certosa della Trinità bei Dego in der Region Ligurien, wird von Nonnen bewohnt.

## Geschichte
Das im Jahr 1338 gegründete Kloster wurde zwischen dem 17. Jahrhundert und frühen 20. Jahrhundert mehrmals umgebaut und vergrößert. Seit ihrer Gründung hat sich die Größe der Klosteranlage mehr als verdoppelt. Die letzte Erweiterung erfuhr die Kartause im frühen 20. Jahrhundert, als die 1903 aus Frankreich vertriebenen Brüder des Mutterklosters Grande Chartreuse aufgenommen wurden. Von 1936 bis 1943 lebte hier der katalanische Erzbischof und Kardinal Francisco de Asís Vidal y Barraquer im Exil.

### Zweiter Weltkrieg
Bei einer Razzia unter dem Kommando des SS-Offiziers Hermann Langer wurden am 2. September 1944 zahlreiche Flüchtlinge entdeckt, unter ihnen auch einige Juden, die von Mönchen im Kloster versteckt gehalten wurden. Langer hat daraufhin die Exekution von 60 Menschen befohlen. Die Stadt wurde kurz darauf von den Alliierten befreit.
Langer wurde erst im Jahr 2004 in La Spezia wegen des Massakers der Prozess gemacht, nachdem im Jahr 1994 verschollen geglaubte Akten im so genannten Schrank der Schande im Palazzo Cesi, dem Sitz der Allgemeinen Militäranwaltschaft in Rom gefunden wurden.

## Bauwerke
Die Kirche, im Jahr 1358 geweiht, erhielt ihre gegenwärtige Gestalt nach einem Umbau im späten 17. Jahrhundert. Fresken von Stefano Cassiani, genannt „il Certosino“ („der Kartäuser“), erstrecken sich auf alle Innenwände des Kirchengebäudes. Eine marmorne Ädikula umgibt das Fresko „La Discesa dello Spirito Santo“ („Ausgießung des Heiligen Geistes“).
Neben der Kirche befinden sich der kleine Kreuzgang und der Kapitelsaal, in dem ein Fresko aus dem 17. Jahrhundert mit der Verkündigungsszene erhalten ist.
Die Zellen der Mönche, einzelne voneinander getrennte Häuser, sind um den großen Kreuzgang angeordnet. Gemäß ihrer Berufung zum einsamen Leben erlauben die Klausurvorschriften der Kartäuser keinen Zugang für die Öffentlichkeit. Die Kartause ist nicht zu besichtigen.